# Міст Макінак
Міст Макінак (англ. Mackinac Bridge) — висячий міст, що перетинає протоку Макіно, розташований у північній частині штату Мічиган. Є частиною швидкісної автодороги 75 (Су-Сент-Марі — Маямі).
У точці розташування мосту проходить умовна межа між озерами Мічиган та Гурон.

## Характеристика
Міст з'єднує Сейнт-Ігнас і Макіно-Сіті, розташований по різні боки протоки Макіно відповідно на Верхньому та  Нижньому півострові. До введення в експлуатацію мосту обидва береги з'єднувала поромна переправа.
Довжина — 8 038 м. Довжина основного прольоту — 1 158 м.
Має 4 ряди руху.
Будівництво моста обійшлося в 95 млн доларів США (в еквіваленті 2013 — 2,06 млрд). 